# رونالدو وانین
رونالدو وانین مدافع اهل برزیل است که در شهر سائوپائولو و در تاریخ ۳۱ ژانویهٔ ۱۹۸۳ به دنیا آمده‌است.
رونالدو وانین در تیم‌های فوتبال تورینو سابقهٔ حضور دارد.